# Герасимчук, Василий Макарович
Василий Макарович Герасимчук (25 марта 1928 — ?) — советский государственный и партийный деятель, председатель колхоза «Комсомолец», Владимир-Волынский район, Волынская область. Депутат Верховного Совета УССР 7-9-го созывов, входил в комиссию по культуре. Герой Социалистического Труда.

## Биография
Родился 25 марта 1928 года в селе Башковцы (ныне — Тернопольская область).
С 1944 года служил в Советской армии, участвовал в Великой Отечественной войне, был артиллеристом 5-й батареи 165-й гаубичной артиллерийской бригады. Награждён орденом Отечественной войны II степени. После службы в армии работал в органах милиции МВД СССР.
С 1950 года — 1-й секретарь Владимир-Волынского районного комитета ЛКСМУ Волынской области.
Член ВКП(б) с 1951 года.
Был слушателем Тернопольской областной партийной школы.
В 1956—1957 годах был заместителем председателя колхоза имени Ильича, Владимир-Волынский район, Волынская область. С 1957 года — председатель колхоза «Комсомолец» села Березовичи (Волынская область), внёс значительный вклад в развитие села. С 1980-х годов — председатель колхоза имени Ленина села Забороль (Луцкий район).
Герасимчук, в частности его поездка в США, упоминается в книге Бориса Сидоренко «Город хлеборобов» (1975).
После выхода на пенсию проживал в селе Забороль. Был председателем Луцкого районного совета ветеранов войны и труда.